# Trudeau Corporation
 (mars 2018).
Si vous disposez d'ouvrages ou d'articles de référence ou si vous connaissez des sites web de qualité traitant du thème abordé ici, merci de compléter l'article en donnant les références utiles à sa vérifiabilité et en les liant à la section « Notes et références ».

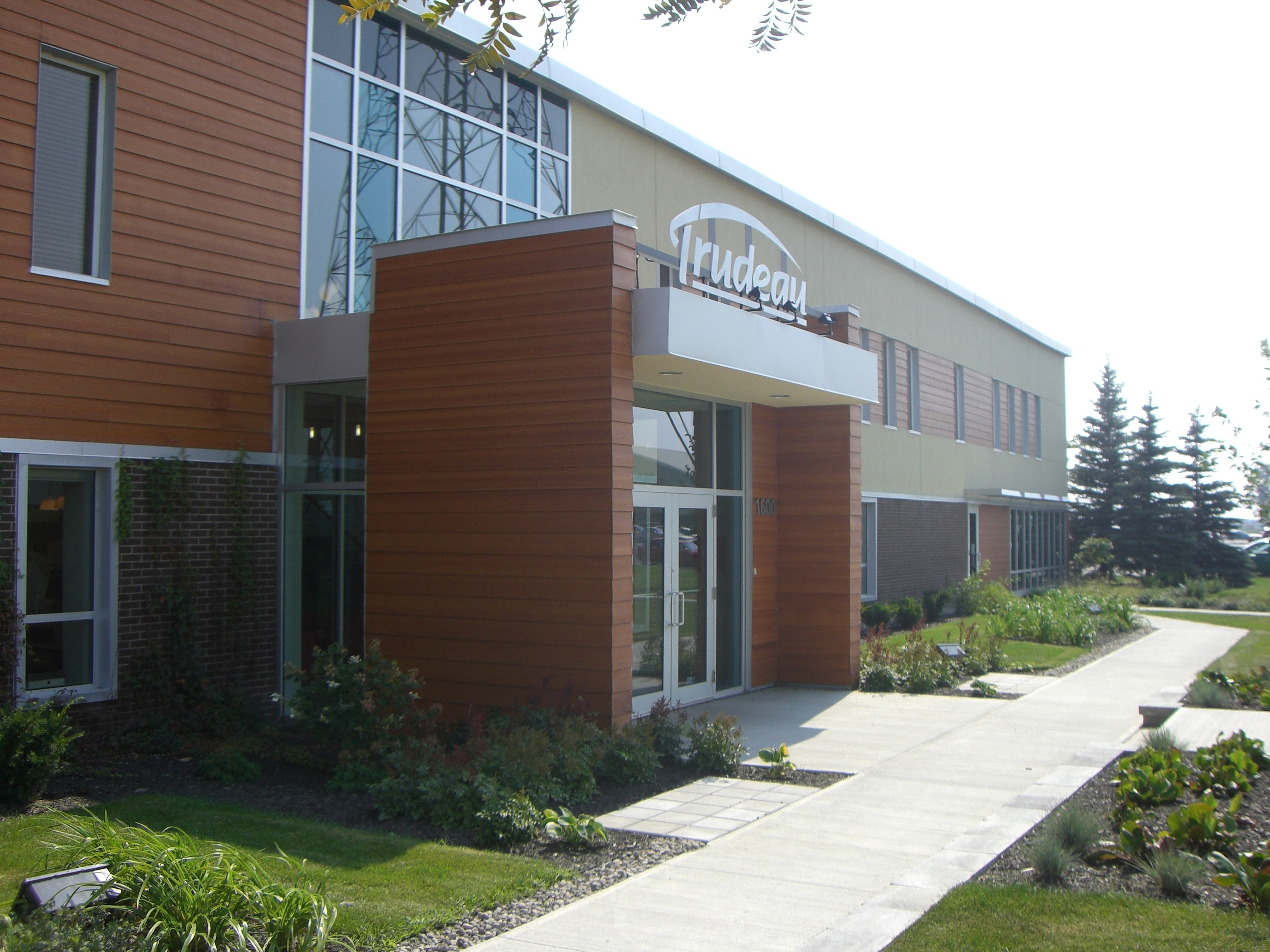
Trudeau Corporation, Boucherville, Québéc

Trudeau Corporation est spécialisée dans la conception, la fabrication et la distribution d'articles de cuisine et de table et produits pour enfants sous licence. Le centre de distribution au Canada, comprenant la salle de montre et l'entrepôt, est situé à Boucherville (près de Montréal, Québec) Des bureaux, une salle de montre et un entrepôt sont également situés à Woodridge (près de Chicago, Illinois)

## Description
Les produits comprennent les innovations pour la cuisine contemporaine d'aujourd'hui. L'entreprise possède un vaste réseau de représentants des ventes à travers le Canada, les États-Unis, et dans le monde entier. Les consommateurs peuvent acheter différents produits par l'intermédiaire des détaillants situés dans plus de 40 pays.
Au Québec, les produits de marque Trudeau se retrouvent principalement chez La Baie et dans certaines boutiques spécialisées (Benix & Co, Stokes, Pot-Pourri, Centre du rasoir, etc.). La sous-marque Trudeau Maison est en pleine évolution grâce à Wal-Mart.

## Historique de l'entreprise

### Première Génération
En 1889, la Compagnie générale des Bazars est une société d'importation d'articles de maison et de cadeaux fondée à Montréal. En 1919, Joseph-Arthur Trudeau devient Président.
L'entreprise se concentre initialement sur la distribution des articles importés (accessoires pour le fumeur) et articles religieux.

### Deuxième Génération
Trudeau développe un vaste réseau de distribution, en insistant sur les accessoires électriques de marques reconnues. 
Il importe une variété d'articles décoratifs, dont du cristal de France et d'ailleurs en Europe.

### Troisième Génération
Robert L. Trudeau se joint à l'entreprise et elle ajoute de nouvelles lignes de produits exclusives à sa liste de distribution : produits pour la maison, cadeaux pratiques et figurines de porcelaine pour collectionneurs. 
Trudeau exporte ses produits à travers le monde et connaît un essor considérable, notamment grâce à ses gammes de vaisselle pour enfants.

### Quatrième Génération
En 2007, Philippe Trudeau est nommé Président.